# Dolores Silva
Pour les articles homonymes, voir Silva.
Dolores Silva, née le 7 août 1991 au Portugal, est une footballeuse portugaise évoluant au poste de Milieu de terrain. Internationale portugaise depuis 2009, avec laquelle elle a disputé plus de 100 matches. Elle évolue au sein du SC Braga depuis 2019, après avoir passé 6 saisons en Allemagne. Le spécialiste portugais du football féminin, José María Nolé, l'a défini en 2018 comme la meilleure milieu défensif au Portugal et l'une des joueuses les plus completes de sa génération, avec la capacité d'attaquer et de défendre. Il a également souligné son agressivité et sa polyvalence.

## Biographie
Dolores Silva a commencé sa carrière au Real Sport Clube Massamá, où elle joue durant sa jeunesse. Elle rejoint le club phare du football féminin portugais, le 1° Dezembro, où elle joue dans les catégories jeunes durant les deux premières saisons. Puis à l'âge de 16 ans elle rejoint les seniors, et remporte le championnat portugais à cinq reprises, ainsi que quatre coupes. Le 9 août 2007, elle fait ses débuts en Coupe de l'UEFA, deux jours après son 16e anniversaire. 
À l'été 2011, à l'âge de 19 ans, elle signe un contrat avec le club allemand du FCR 2001 Duisbourg (vainqueur de la Coupe féminine de l'UEFA 2008-2009),. En août 2011, elle se blesse au ligament croisé antérieur, lors d'un match amical contre le Paris Saint-Germain. Ce qui l'écarte des terrains jusqu'à fin mai 2012, mais n'étant pas totalement remise elle revient finalement en septembre. Cette année-là, le club subit une grave crise financière et perd plusieurs de ses meilleures joueuses, telles qu'Alexandra Popp, Annike Krahn ou encore Simone Laudehr. Le 1er janvier 2014, le FCR 2001 Duisbourg est absorbé par le MSV Duisbourg, elle fait partie des nombreuses joueuses qui passent du FCR au MSV, où elle reste une titulaire indiscutable, malheureusement le club ne réussit pas à se maintenir et descend en deuxième division. En 2015, elle signe avec le FF USV Iéna,. Elle fait ses débuts avec son nouveau club le 23 août 2015 lors d'un match de Coupe contre le SV Henstedt-Ulzburg. Au cours de la saison 2015-16, le club termine sixième de la ligue et Dolores Silva aura disputé 19 matchs de championnat et 4 de coupe. La saison suivante, l'équipe se classe neuvième. Parallèlement, elle étudie les sciences du sport à l'Université Friedrich Schiller à Iéna.
Après six saisons en Allemagne, à l'été 2017, elle annonce son retour au Portugal, avec sa compatriote Laura Luis, où elles rejoignent le club du SC Braga,. Une des raisons étant de pouvoir jouer professionnellement dans son pays d'origine. Elle termine vice-championne et finaliste de la coupe.
Le 1er juillet 2018, l'Atlético de Madrid officialise sa signature, soulignant sa force et sa rapidité, ainsi que sa grande expérience internationale. Elle fait ses débuts avec les Colchoneras le 13 septembre en huitièmes de finale de la Ligue des champions, en remplaçant Ángela Sosa à la 73e minute. En mai 2019, elle remporte le titre de championne de la ligue espagnole, et est remplaçante lors de la finale de la Copa de la Reina. Le 24 juillet 2019, l'Atlético rend public son accord de résiliation de contrat.
Quelques heures après l'annonce de la résiliation de son contrat, le SC Braga annonce, sur son site Internet, son retour au sein des arsenalistas.

## Statistiques

### En club
| Saison                | Club                  | Championnat               | Championnat | Championnat | Coupe(s) nationale(s) | Coupe(s) nationale(s) | Compétition(s) continentale(s) | Compétition(s) continentale(s) | Compétition(s) continentale(s) | Sélection | Sélection | Sélection | Total | Total |
| Saison                | Club                  | Division                  | M.          | B.          | M.                    | B.                    | Comp.                          | M.                             | B.                             | Équipe    | M.        | B.        | M.    | B.    |
| 2007-2008             | 1° Dezembro           | Nacional Feminino         | -           | -           | -                     | -                     | CF                             | 3                              | 0                              | U19       | 6         | 0         | 9     | 0     |
| 2008-2009             | 1° Dezembro           | Nacional Feminino         | -           | -           | -                     | -                     | CF                             | 3                              | 1                              | U19 & A   | 10        | 0         | 13    | 1     |
| 2009-2010             | 1° Dezembro           | Nacional Feminino         | -           | -           | -                     | -                     | LDC                            | 3                              | 2                              | U19 & A   | 9         | 0         | 12    | 2     |
| 2010-2011             | 1° Dezembro           | Nacional Feminino         | 9           | 2           | 1                     | 1                     | LDC                            | 3                              | 0                              | A         | 5         | 2         | 18    | 5     |
| Sous-total            | Sous-total            | Sous-total                | 9           | 2           | 1                     | 1                     | -                              | 12                             | 3                              | -         | 30        | 2         | 52    | 8     |
| 2011-2012             | FCR Duisbourg         | 1. Frauen-Bundesliga      | 3           | 0           | 0                     | 0                     | -                              | 0                              | 0                              | A         | 0         | 0         | 3     | 0     |
| 2012-2013             | FCR Duisbourg         | 1. Frauen-Bundesliga      | 20          | 1           | 1                     | 0                     | -                              | 0                              | 0                              | A         | 8         | 0         | 29    | 1     |
| 2013-2014             | FCR Duisbourg         | 1. Frauen-Bundesliga      | 22          | 0           | 2                     | 0                     | -                              | 0                              | 0                              | A         | 12        | 0         | 36    | 0     |
| Sous-total            | Sous-total            | Sous-total                | 45          | 1           | 3                     | 0                     | -                              | 0                              | 0                              | -         | 20        | 0         | 68    | 1     |
| 2014-2015             | MSV Duisbourg         | 1. Frauen-Bundesliga      | 22          | 1           | 3                     | 1                     | -                              | 0                              | 0                              | A         | 7         | 3         | 32    | 5     |
| Sous-total            | Sous-total            | Sous-total                | 22          | 1           | 3                     | 1                     | -                              | 0                              | 0                              | -         | 7         | 3         | 32    | 5     |
| 2015-2016             | FF USV Jena           | 1. Frauen-Bundesliga      | 19          | 0           | 4                     | 0                     | -                              | 0                              | 0                              | A         | 13        | 2         | 36    | 2     |
| 2016-2017             | FF USV Jena           | 1. Frauen-Bundesliga      | 22          | 0           | 2                     | 0                     | -                              | 0                              | 0                              | A         | 15        | 1         | 39    | 1     |
| Sous-total            | Sous-total            | Sous-total                | 41          | 0           | 6                     | 0                     | -                              | 0                              | 0                              | -         | 28        | 3         | 75    | 3     |
| 2017-2018             | SC Braga              | Liga Allianz              | 20          | 4           | 7                     | 3                     | -                              | 0                              | 0                              | A         | 11        | 3         | 38    | 10    |
| Sous-total            | Sous-total            | Sous-total                | 20          | 4           | 7                     | 3                     | -                              | 0                              | 0                              | -         | 11        | 3         | 38    | 10    |
| 2018-2019             | Atlético de Madrid    | Primera División Femenina | 20          | 0           | 3                     | 0                     | LDC                            | 3                              | 0                              | A         | 15        | 1         | 41    | 1     |
| Sous-total            | Sous-total            | Sous-total                | 20          | 0           | 3                     | 0                     | -                              | 3                              | 0                              | -         | 15        | 1         | 41    | 1     |
| 2019-2020             | SC Braga              | Liga Allianz              | 13          | 3           | 6                     | 0                     | LDC                            | 5                              | 1                              | A         | 5         | 0         | 29    | 4     |
| 2020-2021             | SC Braga              | Liga BPI                  | 22          | 9           | 2                     | 1                     | -                              | 0                              | 0                              | A         | 10        | 0         | 34    | 10    |
| 2021-2022             | SC Braga              | Liga BPI                  | 11          | 0           | 8                     | 0                     | -                              | 0                              | 0                              | A         | 14        | 3         | 33    | 3     |
| 2022-2023             | SC Braga              | Liga BPI                  | 16          | 0           | 12                    | 0                     | -                              | 0                              | 0                              | A         | 12        | 1         | 40    | 1     |
| 2023-2024             | SC Braga              | Liga BPI                  | 17          | 2           | 6                     | 0                     | -                              | 0                              | 0                              | A         | 6         | 0         | 29    | 2     |
| Sous-total            | Sous-total            | Sous-total                | 79          | 14          | 34                    | 1                     | -                              | 5                              | 1                              | -         | 47        | 4         | 165   | 20    |
| Total sur la carrière | Total sur la carrière | Total sur la carrière     | 219         | 20          | 57                    | 6                     | -                              | 20                             | 4                              |           | 158       | 16        | 454   | 46    |

Statistiques actualisées le 29 mars 2024

#### Matchs disputés en coupes continentales[13]
| Matchs | Date              | Stade                               | Adversaire                | Résultat | Minutes | Compétition         | Buts | Tour                   | Club               |
| ------ | ----------------- | ----------------------------------- | ------------------------- | -------- | ------- | ------------------- | ---- | ---------------------- | ------------------ |
| 1      | 9 août 2007       | -, Osijek                           | ŽNK Osijek                | 0 – 7    | -       | Coupe de l'UEFA     | 0    | Phase de qualification | 1° Dezembro        |
| 2      | 11 août 2007      | -, Osijek                           | Cardiff City LFC          | 0 – 2    | -       | Coupe de l'UEFA     | 0    | Phase de qualification | 1° Dezembro        |
| 3      | 14 août 2007      | -, Osijek                           | KFC Rapide Wezemaal       | 0 – 1    | -       | Coupe de l'UEFA     | 0    | Phase de qualification | 1° Dezembro        |
| 4      | 4 septembre 2008  | -, Neulengbach                      | Vamos Idaliou             | 7 – 1    | -       | Coupe de l'UEFA     | 1    | Phase de qualification | 1° Dezembro        |
| 5      | 6 septembre 2008  | -, Neulengbach                      | ŽNK Krka                  | 1 – 1    | -       | Coupe de l'UEFA     | 0    | Phase de qualification | 1° Dezembro        |
| 6      | 9 septembre 2008  | -, Neulengbach                      | SV Neulengbach            | 0 – 4    | -       | Coupe de l'UEFA     | 0    | Phase de qualification | 1° Dezembro        |
| 7      | 30 juillet 2009   | -, Brøndby                          | Birkirkara FC             | 10 – 0   | -       | Ligue des champions | 2    | Phase de qualification | 1° Dezembro        |
| 8      | 1er août 2009     | -, Brøndby                          | Cardiff City LFC          | 0 – 3    | -       | Ligue des champions | 0    | Phase de qualification | 1° Dezembro        |
| 9      | 4 août 2009       | -, Brøndby                          | Brøndby IF                | 0 – 1    | -       | Ligue des champions | 0    | Phase de qualification | 1° Dezembro        |
| 10     | 5 août 2010       | Stade Gradski vrt, Osijek           | St. Francis Football Club | 1 – 4    | 90 min  | Ligue des champions | 0    | Phase de qualification | 1° Dezembro        |
| 11     | 10 août 2010      | Stade Gradski vrt, Osijek           | ŽNK Osijek                | 4 – 1    | 90 min  | Ligue des champions | 0    | Phase de qualification | 1° Dezembro        |
| 12     | 10 août 2010      | Stade Cibalia, Vinkovci             | WFC Rossiyanka            | 1 – 4    | 90 min  | Ligue des champions | 0    | Phase de qualification | 1° Dezembro        |
| 13     | 13 septembre 2018 | Stade Cerro del Espino, Majadahonda | Manchester City WFC       | 1 – 1    | 17 min  | Ligue des champions | 0    | Seizièmes de finale    | Atlético de Madrid |
| 14     | 17 octobre 2018   | AOK Stadion, Wolfsbourg             | VfL Wolfsbourg            | 4 – 0    | 26 min  | Ligue des champions | 0    | Huitièmes de finale    | Atlético de Madrid |
| 15     | 31 octobre 2018   | Stade Cerro del Espino, Majadahonda | VfL Wolfsbourg            | 0 – 6    | 90 min  | Ligue des champions | 0    | Huitièmes de finale    | Atlético de Madrid |
| 16     | 7 août 2019       | Stade Arkādija, Riga                | SK Sturm Graz             | 2 – 0    | 75 min  | Ligue des champions | 0    | Phase de qualification | SC Braga           |
| 17     | 10 août 2019      | Stade Arkādija, Riga                | Apollon Limassol          | 0 – 1    | 63 min  | Ligue des champions | 0    | Phase de qualification | SC Braga           |
| 18     | 13 août 2019      | Stade Arkādija, Riga                | Rīgas FS                  | 0 – 8    | 90 min  | Ligue des champions | 1    | Phase de qualification | SC Braga           |
| 19     | 12 septembre 2019 | Estádio Municipal 1º de Maio, Braga | Paris Saint-Germain       | 0 – 7    | 90 min  | Ligue des champions | 0    | Seizièmes de finale    | SC Braga           |
| 20     | 26 septembre 2019 | Stade Jean-Bouin, Paris             | Paris Saint-Germain       | 0 – 0    | 90 min  | Ligue des champions | 0    | Seizièmes de finale    | SC Braga           |

### En sélection nationale[14]
Elle fait ses débuts le 27 septembre 2007, avec l'équipe des moins de 19 ans au premier tour de qualification pour le Championnat d'Europe avec une victoire 4-0 sur la Grèce.
Le 4 mars 2009, Dolores Silva fait ses débuts à Albufeira au sein de l'équipe nationale portugaise face à la Pologne (2-1), où elle entre à la 80e minute. Elle commence sa carrière très jeune avec l'équipe nationale en tant que titulaire dans un poste de milieu offensive. En juin 2011, lors de son transfert au FCR 2001 Duisbourg, elle avait déjà 19 sélections pour la sélection A du Portugal.
Dolores Silva inscrit un doublé lors de la victoire du Portugal en qualification pour la Coupe du monde 3-0 en août 2010 face à l'Arménie. La blessure grave qu'elle a subie en août 2011, l'écarte de l'équipe nationale jusqu'au 19 septembre 2012, lors du dernier match qualificatif pour l'Euro 2013 contre le Danemark, au cours duquel le Portugal s'incline 2 à 0. Le Portugal se classe quatrième du groupe 7 et n’est pas qualifié pour jouer la phase finale. En 2017, le Portugal se qualifie pour la première fois de son histoire pour une phase finale d'Euro. Elle fait partie des joueuses sélectionnées, pour participer à ce Championnat d'Europe. Elle participe à toutes les rencontres et est même élue meilleur joueuse du match Portugal - Ecosse.
Le 13 novembre 2018, elle fait son 100e match international face au Pays de Galles.
| Matches officiels de Dolores Silva en sélections portugaises au 05/12/19 | Matches officiels de Dolores Silva en sélections portugaises au 05/12/19 | Matches officiels de Dolores Silva en sélections portugaises au 05/12/19 | Matches officiels de Dolores Silva en sélections portugaises au 05/12/19 | Matches officiels de Dolores Silva en sélections portugaises au 05/12/19 |
| Club                                                                     | V.                                                                       | N.                                                                       | D.                                                                       | Buts                                                                     |
| ------------------------------------------------------------------------ | ------------------------------------------------------------------------ | ------------------------------------------------------------------------ | ------------------------------------------------------------------------ | ------------------------------------------------------------------------ |
| Portugal U19 (21 matchs:15.91 %) (Incomplet)                             | 3 (21.43 %)                                                              | 2 (14.29 %)                                                              | 9 (64.28 %)                                                              | 0 (00.00 %)                                                              |
| Portugal A (111 matchs:84.09 %) (Incomplet)                              | 37 (36.63 %)                                                             | 20 (19.80 %)                                                             | 44 (43.57 %)                                                             | 12 (100,00 %)                                                            |
| Total (Incomplet)                                                        | 40 (34.78 %)                                                             | 22 (19.13 %)                                                             | 53 (46.09 %)                                                             | 12                                                                       |

#### Buts de Dolores Silva en sélection du Portugal
| Sélections | Date             | Stade                                                   | Adversaire      | Résultat | Compétition          | Buts |
| ---------- | ---------------- | ------------------------------------------------------- | --------------- | -------- | -------------------- | ---- |
| -          | 25 août 2010     | Stade Mika, Erevan                                      | Arménie         | 0 – 3    | Qualif. Mondial 2011 | 2    |
| -          | 20 août 2014     | Estádio Dr José Matos, Viana do Castelo                 | Écosse          | 1 – 1    | Qualif. Mondial 2015 | 1    |
| -          | 9 mars 2015      | Estádio Municipal, Vila Real de Santo António           | Danemark        | 2 – 2    | Algarve Cup 2015     | 1    |
| -          | 11 mars 2015     | Stadium Bela Vista, Parchal                             | Chine           | 3 – 3    | Algarve Cup 2015     | 1    |
| -          | 26 novembre 2015 | Estádio António Coimbra da Mota, Estoril                | Monténégro      | 6 – 1    | Qualif. Euro 2017    | 1    |
| 65         | 8 avril 2016     | Complexo Desportivo da Covilhã, Covilhã                 | Espagne         | 1 – 4    | Qualif. Euro 2017    | 1    |
| 72         | 17 janvier 2017  | Estadio Nacional, Cruz Quebrada                         | Irlande du Nord | 1 – 0    | Amical               | 1    |
| 84         | 24 novembre 2017 | Estádio do Bonfim, Setúbal                              | Moldavie        | 8 – 0    | Qualif. Mondial 2019 | 1    |
| 86         | 18 janvier 2018  | Estádio São Miguel, Ponta Delgada                       | Finlande        | 1 – 0    | Amical               | 1    |
| 90         | 6 avril 2018     | Den Dreef, Louvain                                      | Belgique        | 1 – 1    | Qualif. Mondial 2019 | 1    |
| 101        | 20 janvier 2019  | Estádio Municipal Dr António Alves Vieira, Torres Novas | Ukraine         | 3 – 0    | Amical               | 1    |

## Palmarès

### Avec le1° Dezembro
- Championne du Nacional Feminino : 5 fois — 2006-07, 2007-08, 2008-09, 2009-10 et 2010-11[19].
- Vainqueur de la Taça de Portugal : 4 fois — 2006-07, 2007-08, 2009-10 et 2010-11.

### Avec leSC Braga
- Vice-championne du Nacional Feminino Allianz : 1 fois — 2017-18.
- Finaliste de la Taça de Portugal : 1 fois — 2017-18.
- Finaliste de la Supertaça de Portugal : 2 fois — 2017 et 2019.

### Avec l'Atlético de Madrid
- Championne du Primera División Femenina : 1 fois — 2018-2019.
- Finaliste de la Copa de la Reina : 1 fois — 2018-2019.

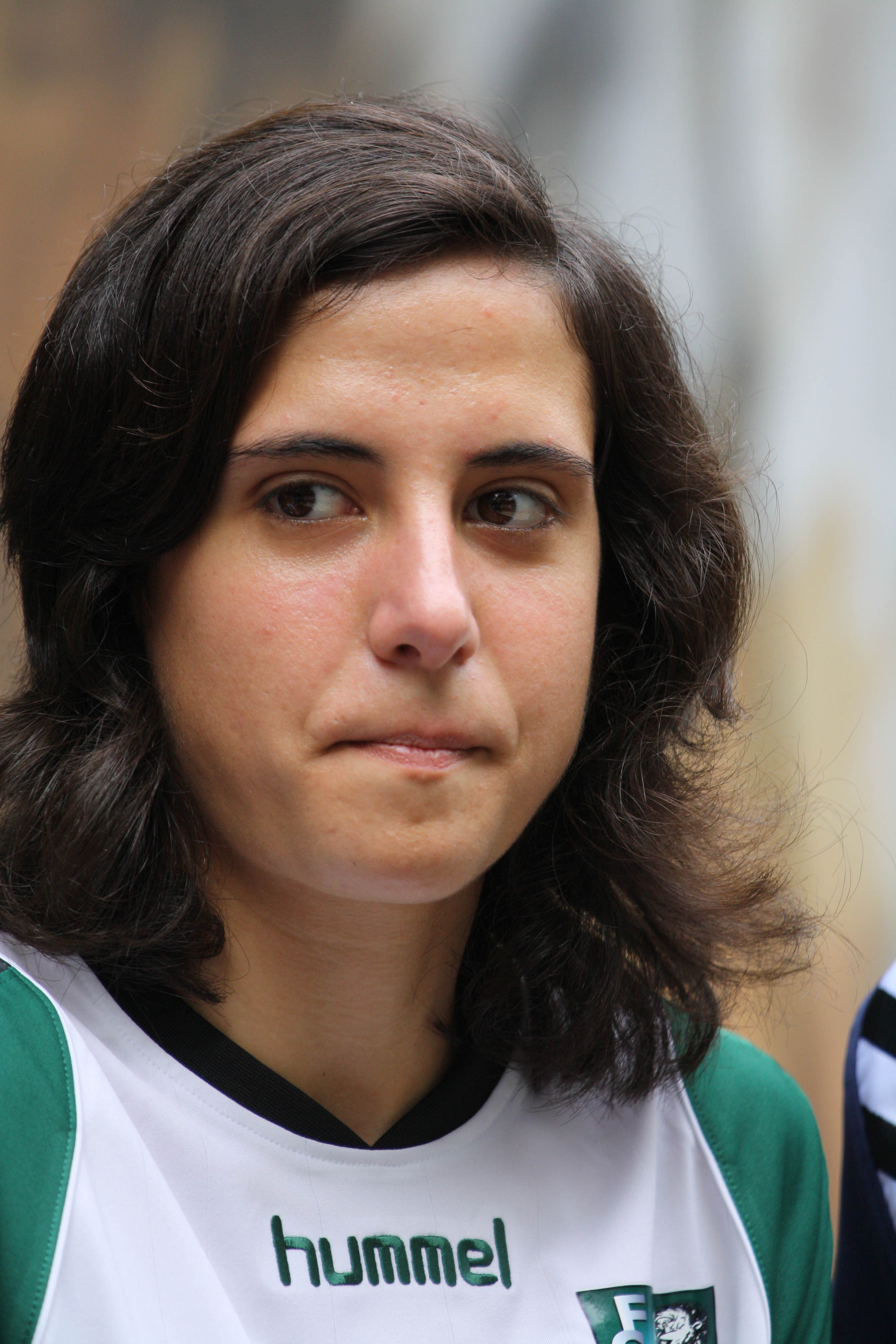
en 2011